# Mistrzostwa Afryki w Piłce Siatkowej Mężczyzn 2001
XIII Mistrzostwa Afryki w piłce siatkowej mężczyzn odbyły w Port Harcourt w Nigerii. W mistrzostwach wystartowało 5 reprezentacji. Reprezentacja Kamerunu zdobyła swój drugi złoty medal mistrzostw Afryki w historii. W mistrzostwach zadebiutowała reprezentacja Mauritiusa. Pierwsze medale w historii wywalczyły reprezentacje Nigerii i Republiki Południowej Afryki.

## Klasyfikacja końcowa
| Miejsce | Reprezentacja     |
| ------- | ----------------- |
|         | Kamerun           |
|         | Nigeria           |
|         | Południowa Afryka |
| 4.      | Mauritius         |
| 5.      | Sudan             |